# Fighter Bomber
Fighter Bomber, chiamato Strike Aces in Nordamerica, è un videogioco simulatore di volo di cacciabombardieri moderni pubblicato nel 1989-1990 per i computer Amiga, Amstrad CPC, Atari ST, Commodore 64, MS-DOS e ZX Spectrum dalla filiale britannica della Activision. 
Tutte le versioni vennero sviluppate dalla società britannica Vektor Grafix, allora nota per le conversioni per computer di Star Wars, anch'esso un simulatore di volo con grafica vettoriale.
Un'espansione chiamata Fighter Bomber Advanced Mission Disc uscì nel 1990 per Amiga, Atari ST e MS-DOS.

## Modalità di gioco
Il giocatore è nei panni di un pilota alla Strategic Air Command Bombing Competition, una competizione internazionale di guerra simulata che viene realmente organizzata alla Ellsworth Air Force Base ogni anno. Il gioco rappresenta comunque combattimenti come se si usassero veramente le armi. Si possono pilotare e affrontare aerei provenienti da diversi paesi, su uno scenario fisso esteso tra Dakota del Nord e del Sud, Montana e Wyoming, in una serie di missioni con determinati bersagli di terra come obiettivi primari.
Si seleziona inizialmente il proprio velivolo, che rimarrà lo stesso per tutte le missioni, con la possibilità di visualizzare immagini 2D e 3D dei vari modelli. Gli aerei disponibili sono F-15 Strike Eagle, F-4E Phantom, F-111F Aardvark, Tornado IDS (britannico o tedesco), Saab AJ37 Viggen e MiG-27 Flogger D. La scelta è più ridotta nelle versioni per computer meno potenti. Anche il modello dei velivoli nemici si può selezionare tra sette ulteriori tipi, tutti diversi dai precedenti; anch'essi sono ridotti nelle versioni a 8 bit, ad esempio sul Commodore 64 sono soltanto MiG-31, F-14 Tomcat e F-5E Tiger II.
Il programma utilizza grafica vettoriale tridimensionale solida a poligoni. Oltre alla visuale dal posto di guida, comprensiva di quadro di comando e HUD (in grafica non vettoriale), si possono impostare diverse altre visuali: dell'esterno dell'aereo da varie angolazioni, dalla torre di controllo, da satellite, dell'aereo nemico, dell'arma lanciata, della mappa a grande scala. Numerose funzioni si controllano solo da tastiera, tra cui cambiare arma, lanciare chaff e flare difensivi, variare il raggio del radar.
Sono disponibili varie modalità di volo libero di addestramento e una serie di 16 missioni di combattimento. Le missioni diventano accessibili solo dopo il completamento della precedente; il progresso fatto dal pilota si può salvare. Prima di ogni missione si selezionano gli armamenti, che possono comprendere diversi tipi di missili e bombe, oltre al cannone fisso. Ci sono diversi aeroporti di partenza e arrivo, ma il territorio complessivo è sempre lo stesso. Il paesaggio è semplice, con le occasionali colline rappresentate da forme piramidali. Nelle versioni a 16 bit è possibile riconoscere alcuni elementi come il Monte Rushmore e ci sono missioni che prevedono il rifornimento in volo.
Nelle versioni a 16 bit è disponibile un editor di livelli per creare proprie missioni, posizionando bersagli sulla mappa a grande scala.
L'espansione Advanced Mission Disc richiede il possesso anche del gioco originale, aggiunge 16 nuove missioni con nuovi elementi degli scenari, ma nessun nuovo tipo di aereo.

## Accoglienza
Fighter Bomber poteva essere considerato un simulatore di volo di tipo non molto complesso, dalla giocabilità relativamente rapida da apprendere. La stampa dei suoi tempi lo giudicò prevalentemente bene, anche nelle versioni a 8 bit molto più limitate tecnicamente; tra le riviste più entusiaste Zzap! che assegnò una "medaglia d'oro" alla versione ZX Spectrum e le francesi Génération 4 e Joystick che assegnarono un interesse del 99% rispettivamente alle versioni PC e Amiga/ST. Come punto debole del programma venne spesso indicato il sonoro.